# Harris Lebus
La Harris Lebus fu un'importante azienda produttrice di mobili d'arredamento, oltre che un grossista, con sede nell'East End di Londra a Tabernacle St e con lo stabilimento situato a Tottenham. L'azienda fornì catene di distribuzione come la Maple and Co., principalmente realizzando armadi per camere da letto e da pranzo.
Durante il periodo della sua migliore produzione del XX secolo, lo stile dei mobili è strettamente associato con l'Arts and Crafts Movement, identificato da cornici a strapiombo, pannelli delle ante ad inserti quadrati e gambe tornite con piedi a forma di zampa alla maniera di William Birch di High Wycombe. La parte esterna è senza fronzoli e stilisticamente ben progettato. Questi pezzi sono molto ricercati.
Come per molte grandi imprese i nomi dei loro progettisti sono però sconosciuti. L'azienda era, più di ogni altra, particolarmente indirizzata nel proporre lo stile Arts and Crafts con produzioni di massa.
Negli anni successivi Harris Lebus venne conosciuto come uno dei più grandi produttori di mobili in tutto il mondo.

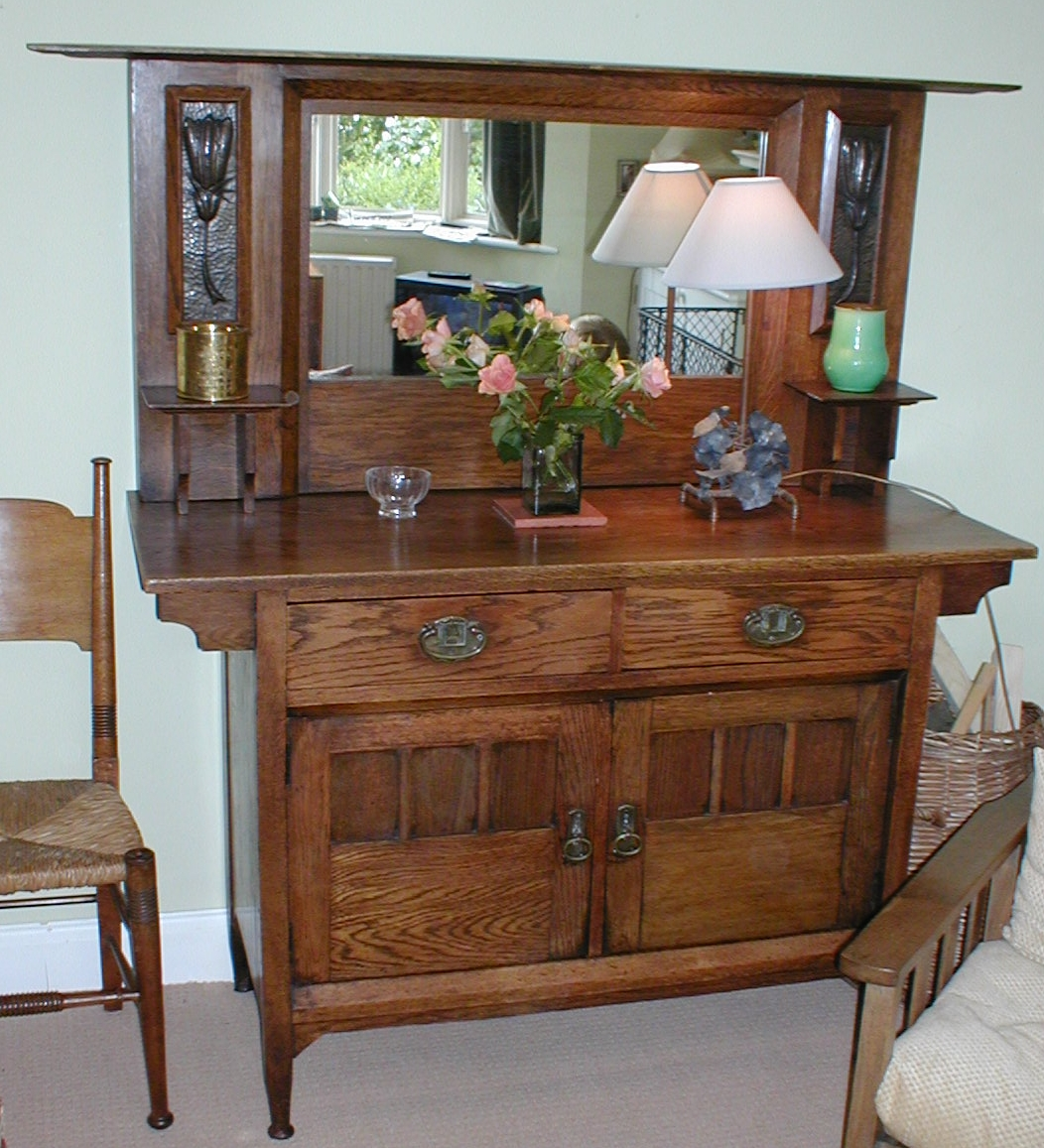
Un mobile realizzato dall'azienda britannica.

Durante la seconda guerra mondiale, data la necessità di convertire la produzione assoggettandola alle esigenze belliche, l'azienda ha prodotto su licenza l'aliante da trasporto tattico Airspeed Horsa e divenne parte dell'apparato governativo per produrre mobili di arredamento con il marchio CC41.
L'azienda terminò di esistere nel 1969.